# Anija (plaats)
Anija (Duits: Annia) is een plaats in de Estlandse gemeente Anija, provincie Harjumaa. De plaats heeft de status van dorp (Estisch: küla).
Anija ligt aan de rivier Jägala. Ten noordoosten van de plaats komt de rivier Soodla in de Jägala uit.

## Bevolking
Het dorp had 117 inwoners op 31 december 2011 en 92 inwoners op 31 december 2021.

## Geschiedenis
Anija werd voor het eerst genoemd in 1241 in het Grondboek van Waldemar onder de naam Hanægus. Vanaf 1355 behoorde de nederzetting tot het landgoed van Pirsen (Estisch: Pirsu; Pirsu ging in 1977 op in het dorp Lilli). In 1482 ontstond een landgoed Anija.
Het landhuis, dat met een aantal bijgebouwen bewaard is gebleven, is gebouwd in 1802. Het landgoed behoorde toen toe aan de familie Staël von Holstein. Daarna kwam het achtereenvolgens in handen van de families von Ungern-Sternberg en von Wahl. In de jaren1924-2002 was het vroegere landhuis in gebruik als school. Sinds 2002 is het een dorpshuis en een bibliotheek.
Pas in 1977 kreeg Anija de status van dorp.
Een roman van Eduard Vilde, Kui Anija mehed Tallinnas käisid (‘Toen de mannen uit Anija naar Tallinn kwamen’), speelt voor een deel in Anija.

## Foto's

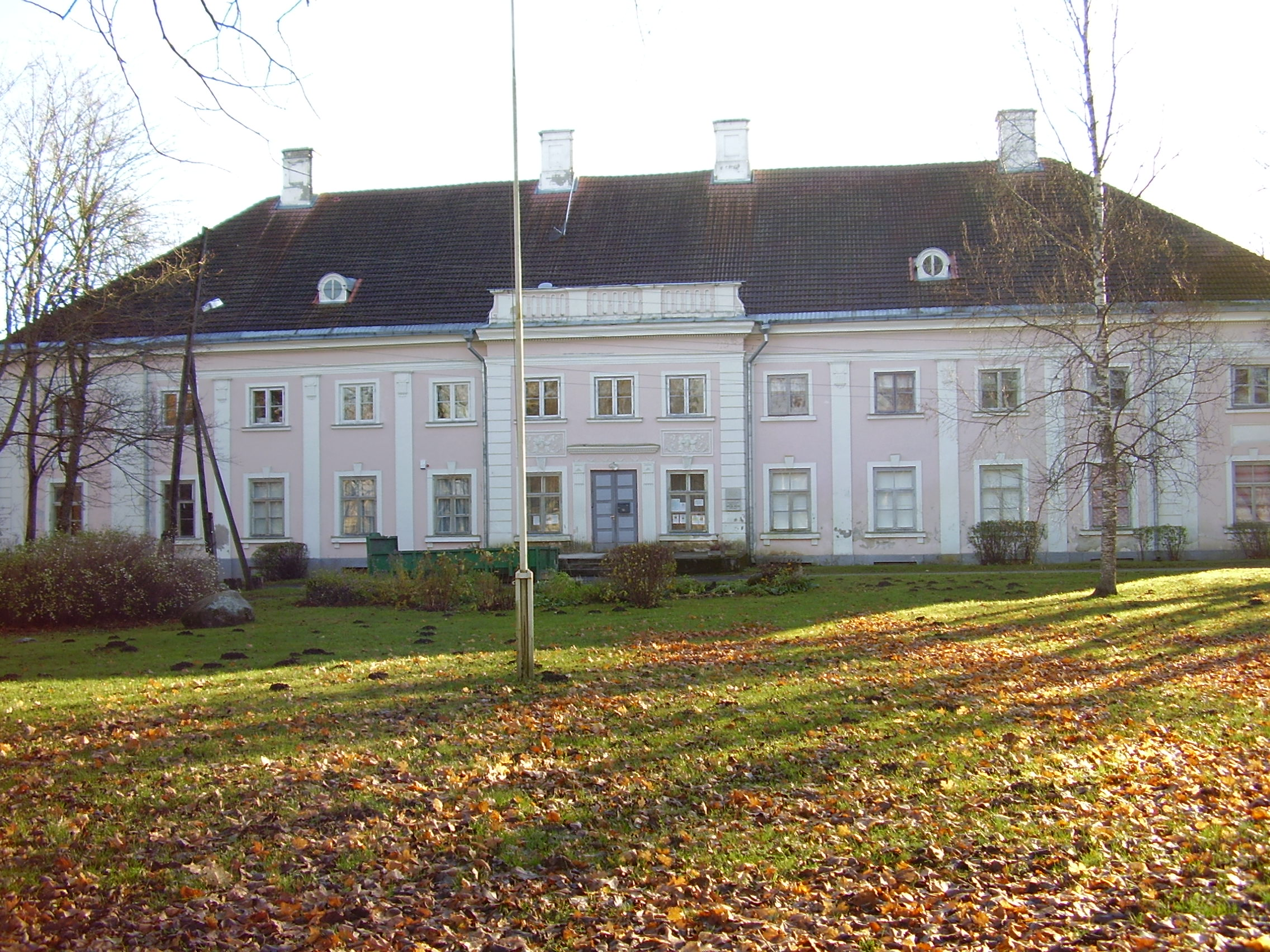
Het landhuis van Anija
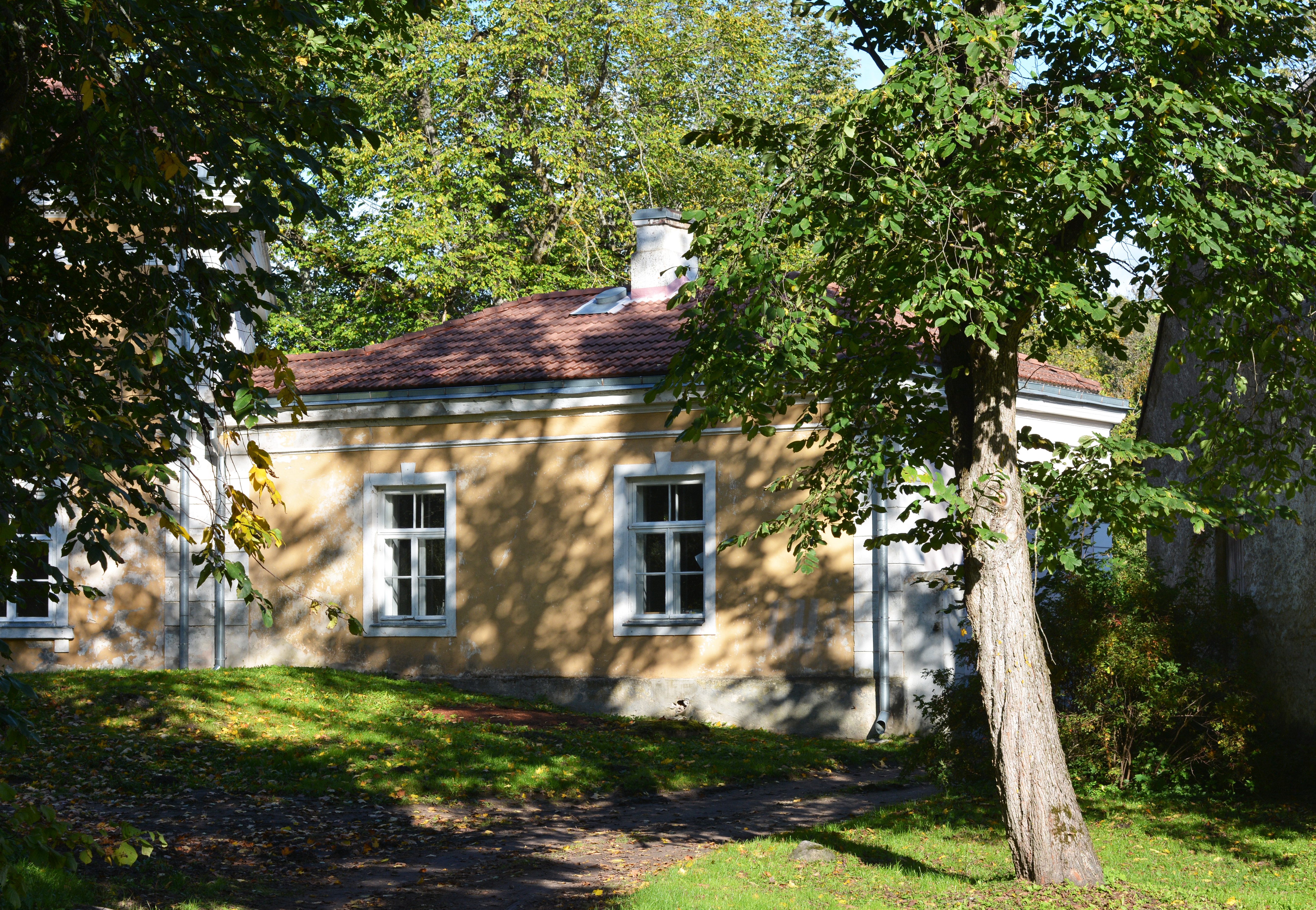
De keuken van het landgoed
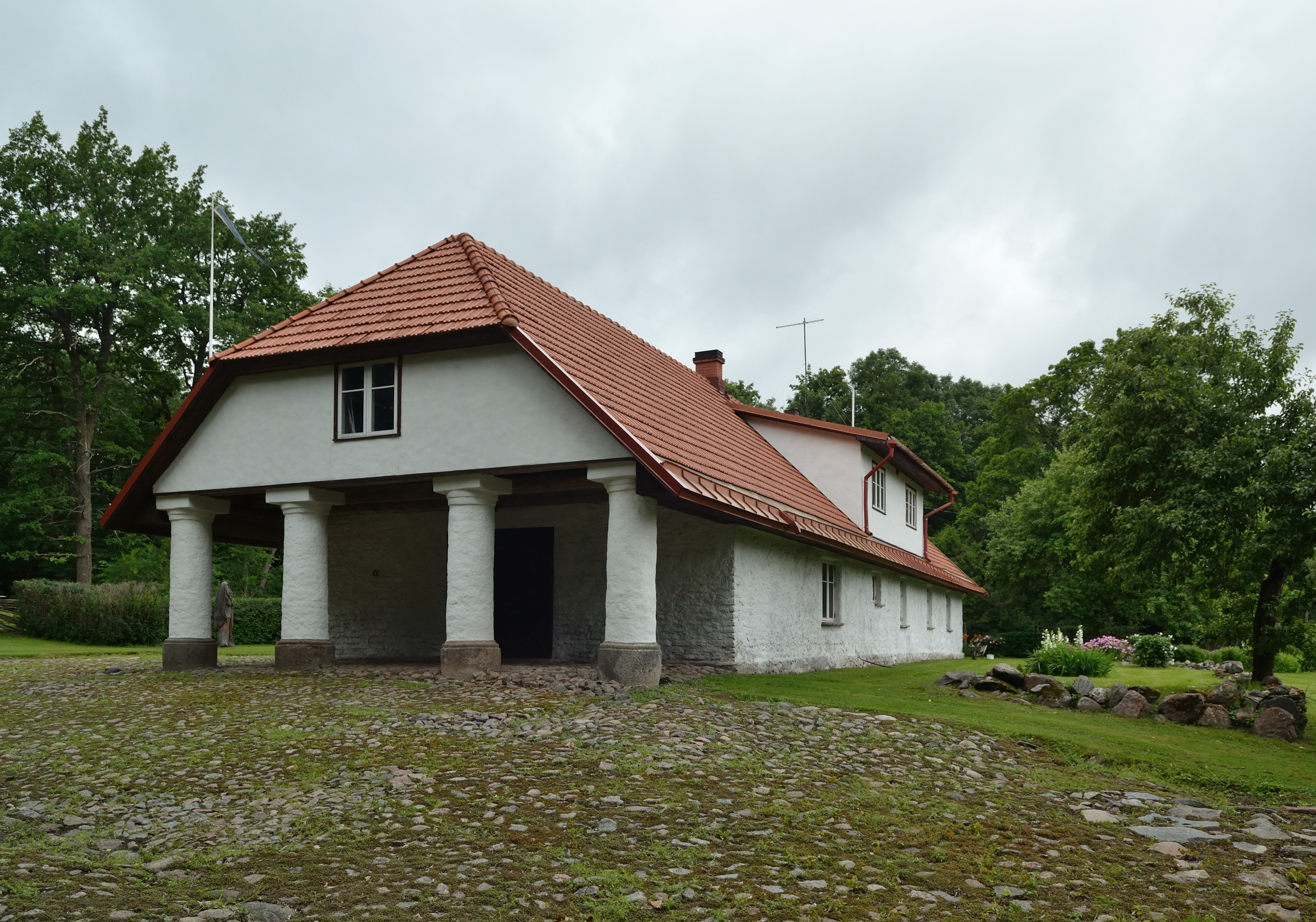
Voorraadmagazijn
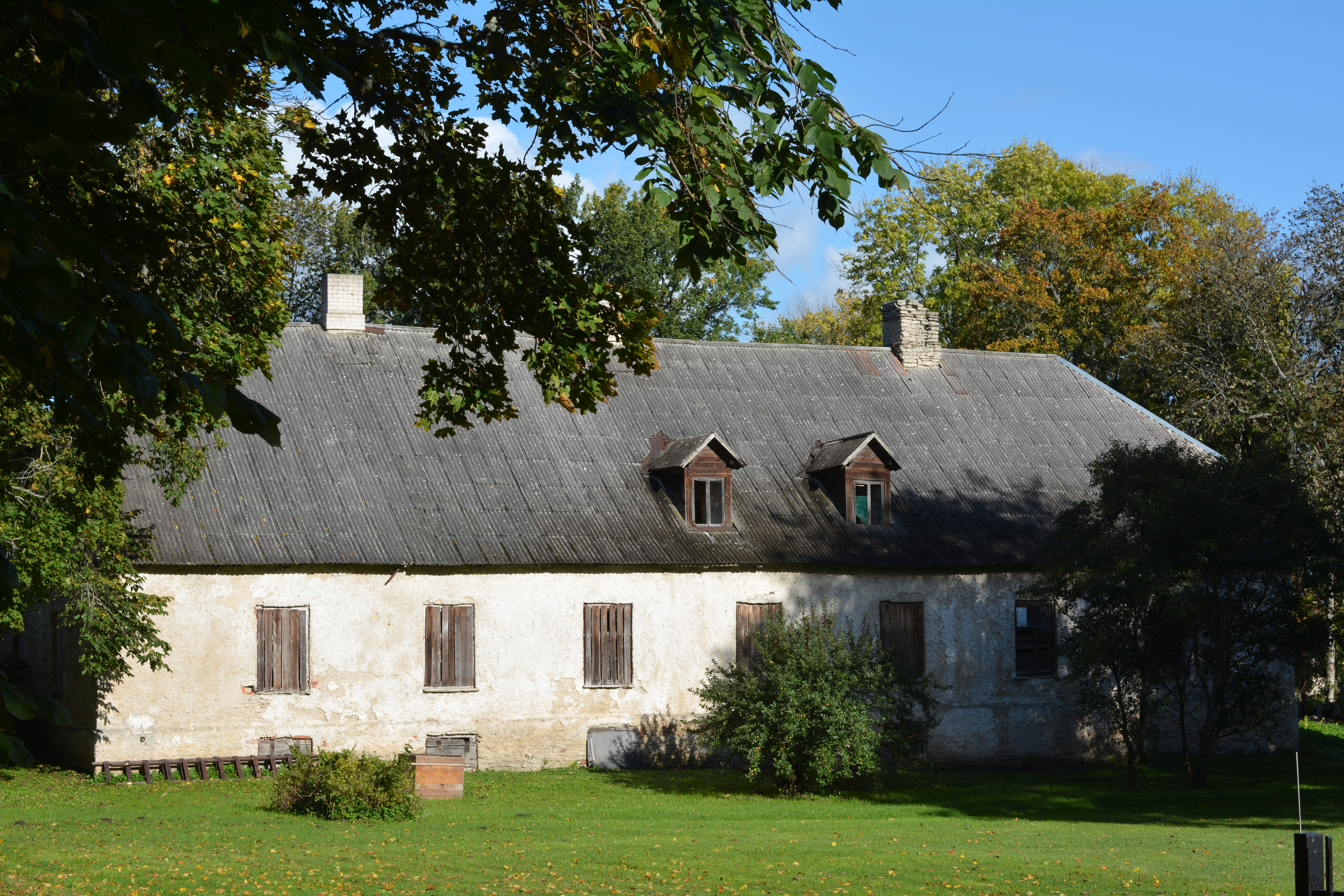
Huis van de opzichter
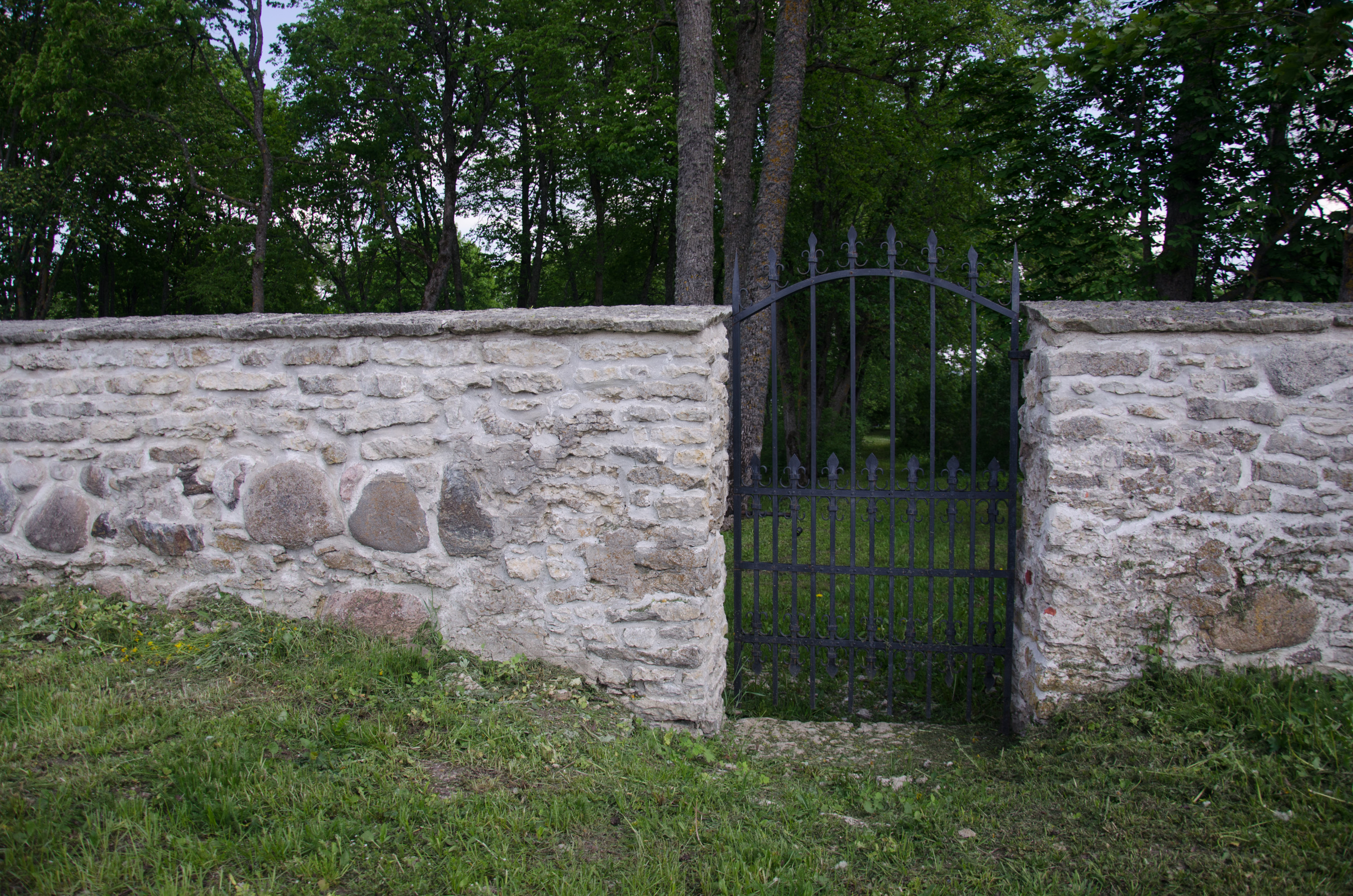
Toegangspoort tot het park bij het landhuis
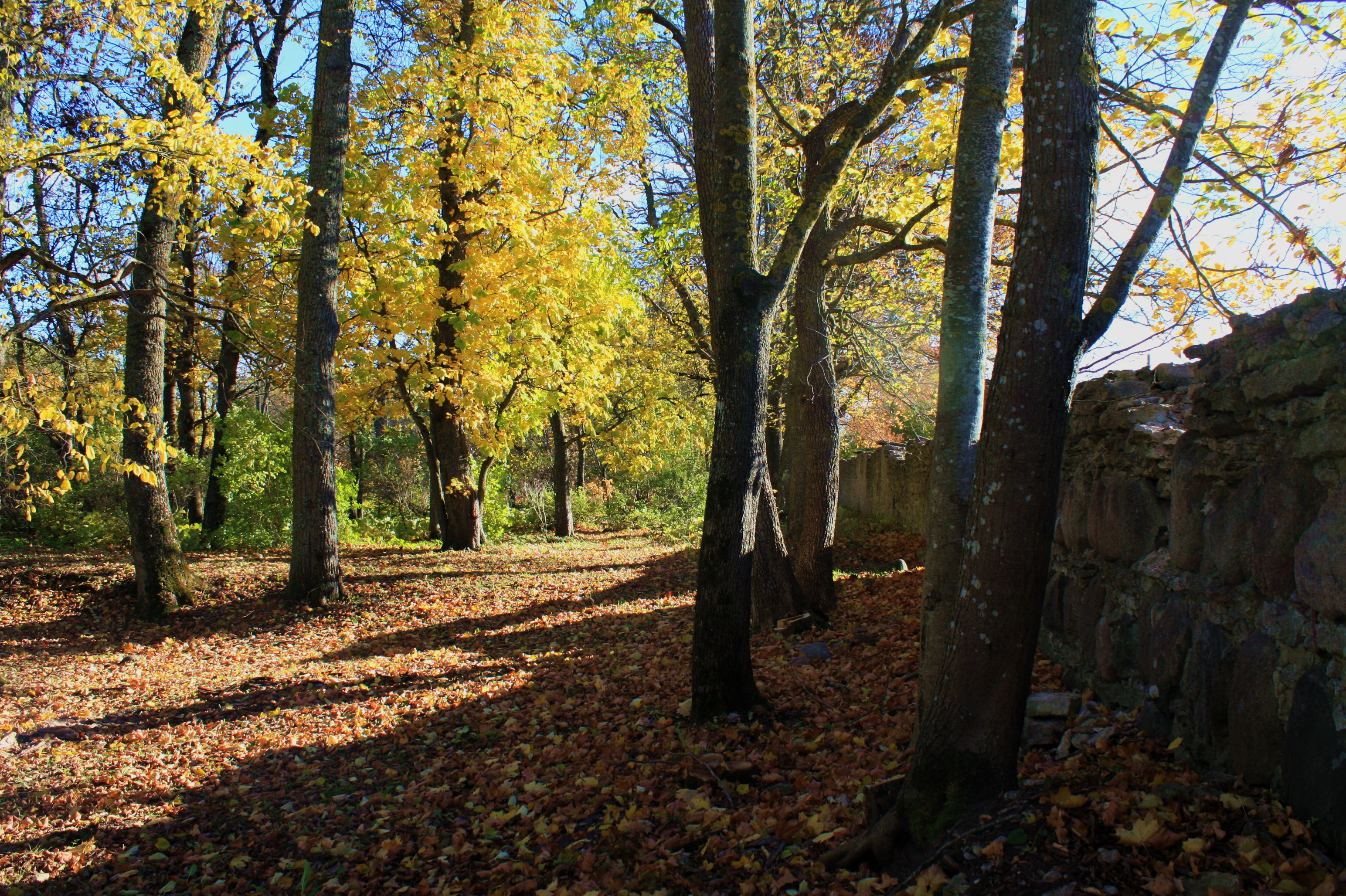
Het park